# Punto TV
Punto TV, en català Punt TV, era una xarxa de televisions locals i autonòmiques repartides per Espanya. Les televisions que engloba Punt TV pertanyen al grup Vocento.
Punto TV tenia 50 canals de televisió a 39 províncies, emetent en tecnologia analògica, arribant a una audiència potencial de 12 milions de persones.
A partir de l'1 de maig Vocento deixà de produir el senyal de Punto TV per a les seues televisions. A partir d'eixe dia, una part de les antigues associades continuà emetent continguts en cadena, ara distribuïts per Bainet, la productora de Karlos Arguiñano.

## Continguts
Totes les televisions locals emetien amb la mateixa imatge corporativa i difonien continguts en cadena, com sol succeir en la ràdio. Cada televisió emetia una sèrie de continguts específics: informatius, debats, programes culturals, esdeveniments locals... que es produïen i emetien des de les emissores més properes a l'espectador. La Llei estableix que les cadenes locals han d'emetre almenys 4 hores diàries de producció pròpia en horari de màxima audiència.

## Televisió Digital Terrestre
Punto TV es trobava immersa en el procés de concessions de llicències de Televisió Digital Terrestre (TDT). El govern espanyol va imposar com finals de 2005 la data límit per resoldre aquests concursos, si bé encara no han estat adjudicats tots. En total, dotaran Espanya de 1.000 emissores més, repartides en 281 demarcacions.

### Autonòmiques
Punto TV disposava de llicències d'emissió regionals en la Comunitat de Madrid (Onda 6), La Rioja (TVR), el País valencià (Las Províncias Televisión) i la Regió de Múrcia (Canal 6). A més ha obtingut a Andalusia una de les dues llicències autonòmiques.

### Locals
Comptava amb llicències locals a Barcelona (Urbe TV), Gijón, Oviedo i Avilès. A més, unes altres dues televisions associades a aquesta xarxa van aconseguir llicència de TDT: M7, a Mallorca, i ZTV a Saragossa.